# Sarakíni (Gortynie, Arcadie)
Sarakíni (grec moderne : Σαρακίνι) est une localité située dans le dème de Gortynie, dans le district régional d'Arcadie, dans la périphérie du Péloponnèse, en Grèce.
Selon le recensement de 2021, elle compte 48 habitants.